# 永谷裕香
永谷 裕香（ながたに ゆか、1977年2月22日 - ）は、東京都出身のフリーアナウンサー、人道支援活動家。
NPO法⼈MUKWANO発起人・代表。結婚後はファイゲンバーム裕香として、米国・ロサンゼルス在住。アナウンサー、ジャーナリスト、ライター、ラジオDJ、司会、MCとしても活動。対応言語は、日本語、英語、ルガンダ語・スワヒリ語（日常会話）。東京大学大学院総合文化研究科修士課程。所属事務所はTBSスパークル（旧：キャスト・プラス）。

## 人物・来歴
大学在学中、2度ウガンダ共和国に滞在し、ウガンダに惹かれる。1999年大学卒業後、1999年3月、東京女子大学現代文化学部言語文化学科を卒業し、同年4月テレビ西日本 (TNC／福岡県) にアナウンサーとして入社。約5年半アナウンサーとして勤務。
2004年チャイルドケアワーカー取得。10月でテレビ西日本を退職し、本人の夢だったアフリカのエイズ孤児支援の活動を開始。1年間に渡りあしながウガンダ（エイズ 遺児のケアホーム）での活動に携わりながら、ウガンダ・ラカイ県の調査を行い、東アフリカ・ウガンダ共和国の小学校で教壇に立った。2005年に帰国。
2006年4月から2007年3月までTBSニュースバードのキャスターを担当。以降、キャスト・プラス（後にTBSスパークルへ吸収合併）に所属。
2007年4月から東京大学大学院総合文化研究科修士課程に在学し地域文化学科（国際貢献）修士号取得。なお、奨学金を得られたということで、2008年夏から英国留学（University of Bradford ／イギリス ブラッドフォード大学、アフリカの平和と紛争学修士号取得）。

## 経歴・履歴
アナウンサーを目指したきっかけは、阪神・淡路大震災で取材したことを思いついたから。新人時代は27時間テレビにも出演。
2006年4月 「MUKWANO ムクワノ」を発足。ウガンダ共和国およびその周辺諸国において、子どもの生活の安全と人権が守られる社会の実現に貢献することを目的とするNPO法人としてMUKWANOの絵画展や講演などを行う。2007年10月より特定非営利活動法人MUKWANOとして法人化し代表に就任。
2007年には第16回FNSドキュメンタリー大賞ノミネート作品（テレビ西日本）『希望のない丘〜アフリカのエイズ遺児を救え〜』に出演し、」2006年9月、1年ぶりにウガンダの地を訪れた模様のドキュメンタリーが放送された。
- ファイゲンバーム（永谷）裕香[8][9]。血液型はO型。
- 2000年、池崎美盤の退職に伴い「TNCスーパーニュース」のキャスターとなった。
- 2002年、今度は藤城真木子の退職に伴い「ももち浜ストア」へ異動した。
- フリーアナウンサーとしてUNICEFのシンポジウム、K1の記者会見、世界会議のバイリンガルMC、270組以上の結婚式の司会を担当。
- その傍ら、ウガンダのラカイ県に孤児院兼職業訓練所を建設。退社時の経緯もありその活動は古巣TNCでも報じられている。
- 英検1級、チャイルドケアワーカー、スキューバーダイビングのライセンス等を有する。

### ナレーション
日本震災パートナーズCM、 TBS内ニュースナレーション、テレビ西日本制作ドキュメンタリー、ニュース番組ナレーション多数